# Sollevamento pesi ai Giochi della XVII Olimpiade - Pesi gallo
La competizione della categoria pesi gallo (fino a 56 kg) di sollevamento pesi ai Giochi della XVII Olimpiade si è svolta il giorno 7 settembre 1960  al Palazzetto dello Sport di Roma.

## Regolamento
La classifica era ottenuta con la somma delle migliori alzate delle seguenti 3 prove:
- Distensione lenta
- Strappo
- Slancio

Su ogni prova ogni concorrente aveva diritto a tre alzate.

## Risultati
| Pos. | Atleta              | Nazione           | Peso Atleta | Totale | Distensione lenta | Distensione lenta | Distensione lenta | Strappo | Strappo | Strappo | Slancio | Slancio | Slancio |
| Pos. | Atleta              | Nazione           | Peso Atleta | Totale | 1                 | 2                 | 3                 | 1       | 2       | 3       | 1       | 2       | 3       |
| ---- | ------------------- | ----------------- | ----------- | ------ | ----------------- | ----------------- | ----------------- | ------- | ------- | ------- | ------- | ------- | ------- |
| 1    | Charles Vinci       | Stati Uniti       | 55,8        | 345,0  | 100,0             | 100,0             | 105,0             | 100,0   | 105,0   | 107,5   | 127,5   | 132,5   | 135,0   |
| 2    | Yoshinobu Miyake    | Giappone          | 55,8        | 337,5  | 97,5              | 102,5             | 102,5             | 105,0   | 105,0   | 110,0   | 135,0   | 135,0   | 135,0   |
| 3    | Esmail Elmkhah      | Iran              | 55,7        | 330,0  | 95,0              | 95,0              | 97,5              | 95,0    | 100,0   | 102,5   | 127,5   | 132,5   | 135,0   |
| 4    | Shigeo Kogure       | Giappone          | 55,4        | 322,5  | 90,0              | 95,0              | 95,0              | 95,0    | 100,0   | 102,5   | 125,0   | 130,0   | 130,0   |
| 5    | Marian Jankowski    | Polonia           | 56,0        | 322,5  | 87,5              | 92,5              | 95,0              | 95,0    | 100,0   | 102,5   | 120,0   | 125,0   | 130,0   |
| 6    | Imre Földi          | Ungheria          | 55,9        | 320,0  | 100,0             | 105,0             | 105,0             | 90,0    | 95,0    | 95,0    | 125,0   | 125,0   | 130,0   |
| 7    | Yu In-Ho            | Corea del Sud     | 56,0        | 315,0  | 90,0              | 90,0              | 95,0              | 90,0    | 90,0    | 95,0    | 130,0   | 135,0   | 137,5   |
| 8    | Ali Hassain Hussain | Iraq              | 55,9        | 312,5  | 80,0              | 85,0              | 87,5              | 92,5    | 97,5    | 100,0   | 120,0   | 125,0   | 135,0   |
| 9    | Renzo Grandi        | Italia            | 55,7        | 307,5  | 92,5              | 97,5              | 100,0             | 85,0    | 90,0    | 90,0    | 120,0   | 125,0   | 125,0   |
| 10   | Grantley Sobers     | Indie Occidentali | 56,0        | 307,5  | 97,5              | 97,5              | 100,0             | 90,0    | 95,0    | 95,0    | 120,0   | 125,0   | 125,0   |
| 11   | Hector Curiel       | Antille Olandesi  | 56,0        | 305,0  | 82,5              | 87,5              | 90,0              | 85,0    | 90,0    | 92,5    | 120,0   | 125,0   | 125,0   |
| 12   | Balaș Fitzi         | Romania           | 55,6        | 300,0  | 85,0              | 90,0              | 92,5              | 85,0    | 85,0    | 90,0    | 122,5   | 127,5   | 127,5   |
| 12   | Rocco Spinola       | Italia            | 55,6        | 300,0  | 87,5              | 92,5              | 92,5              | 87,5    | 92,5    | 92,5    | 115,0   | 120,0   | 120,0   |
| 14   | Árpád Borsányi      | Ungheria          | 56,0        | 295,0  | 82,5              | 87,5              | 87,5              | 87,5    | 92,5    | 92,5    | 120,0   | 120,0   | 127,5   |
| 15   | Fernando Báez       | Porto Rico        | 55,8        | 290,0  | 100,0             | 100,0             | 100,0             | 80,0    | 80,0    | 82,5    | 110,0   | 115,0   | 115,0   |
| 15   | Zuhair Elia Mansour | Iraq              | 55,8        | 290,0  | 80,0              | 85,0              | 87,5              | 80,0    | 85,0    | 87,5    | 112,5   | 112,5   | 117,5   |
| 17   | Tan Tjoe Gwat       | Indonesia         | 56,0        | 285,0  | 85,0              | 85,0              | 85,0              | 85,0    | 90,0    | 90,0    | 110,0   | 115,0   | 115,0   |
| 18   | Edward Maron        | Israele           | 55,9        | 270,0  | 80,0              | 80,0              | 85,0              | 75,0    | 80,0    | 82,5    | 102,5   | 107,5   | 107,5   |
| 19   | Luís Paquete        | Portogallo        | 55,7        | 245,0  | 75,0              | 80,0              | 80,0              | 70,0    | 75,0    | 75,0    | 95,0    | 100,0   | 105,0   |
| -    | Alberto Canlas      | Filippine         | 54,7        | 167,5  | 85,0              | 90,0              | 90,0              | 82,5    | 87,5    | 87,5    | 115,0   | 115,0   | 115,0   |
| -    | Hans Reck           | Germania          | 56,0        | 170,0  | 85,0              | 90,0              | 90,0              | 85,0    | 90,0    | 90,0    | 115,0   | 115,0   | 115,0   |
| -    | Muhammad Azam       | Pakistan          | 55,5        | 82,5   | 80,0              | 80,0              | 90,0              | 75,0    | 80,0    | 82,5    | -       | -       | -       |